# تاریخ ایالات متحده (۱۸۶۵–۱۹۱۸)
تاریخ ایالات متحده (انگلیسی: History of the United States) در محدودهٔ سال‌های ۱۸۶۵ تا ۱۹۱۸ میلادی، در برگیرندهٔ عصر بازسازی ایالات متحده آمریکا، عصر طلایی و عصر ترقی‌خواهی می‌باشد. این دوره شامل افزایش چشمگیر صنعتی شدن و فزونی مهاجرت‌ها به ایالات متحده می‌گردد. رشد اقتصادی سریع در شمال و غرب (جنوب از این مزیت بی‌بهره ماند) نشان داد که ایالات متحده به قدرت اقتصادی، صنعتی و کشاورزی جهان تبدیل شده‌است. میانگین درآمد سالانه (پس از تورم) کارگران غیر کشاورز، در سال‌های ۱۸۶۵ تا ۱۹۰۰ به میزان ۷۵٪ افزایش یافت و در سال ۱۹۱۸ نیز ۳۳٪ افزایش را به ثبت رساند. پس از پیروزی قاطع بر علیه جدائی‌طلبان جنوبی در جنگ‌های داخلی به سال ۱۸۶۵، ایالات متحده تبدیل به یک ملت متحد دارای حکومت قدرتمند گردید. بازسازی‌های پس از این جنگ منتج به پایان قانون بردگی و برده‌داری گردید و به بردگان سابق نیز حق شهروندی اعطا گردید. اما در همان زمان قدرت سیاسی جدیدی شکل گرفت که باعث عقبگردی ده ساله گردید. بر طبق این قدرت نوظهور، میان شهروندان چند دستگی ایجاد گردید و شهروندانی تحت عنوان شهروندان درجه ۲ بر پایهٔ اسلوب قوانین جیم کرو پدید آمد که باعث جدایی نژادی در ایالات متحده آمریکا گردید. این شیوه دست‌کم برای ۸۰ تا ۹۰ سال آینده پابرجا ماند.

## نگارخانه

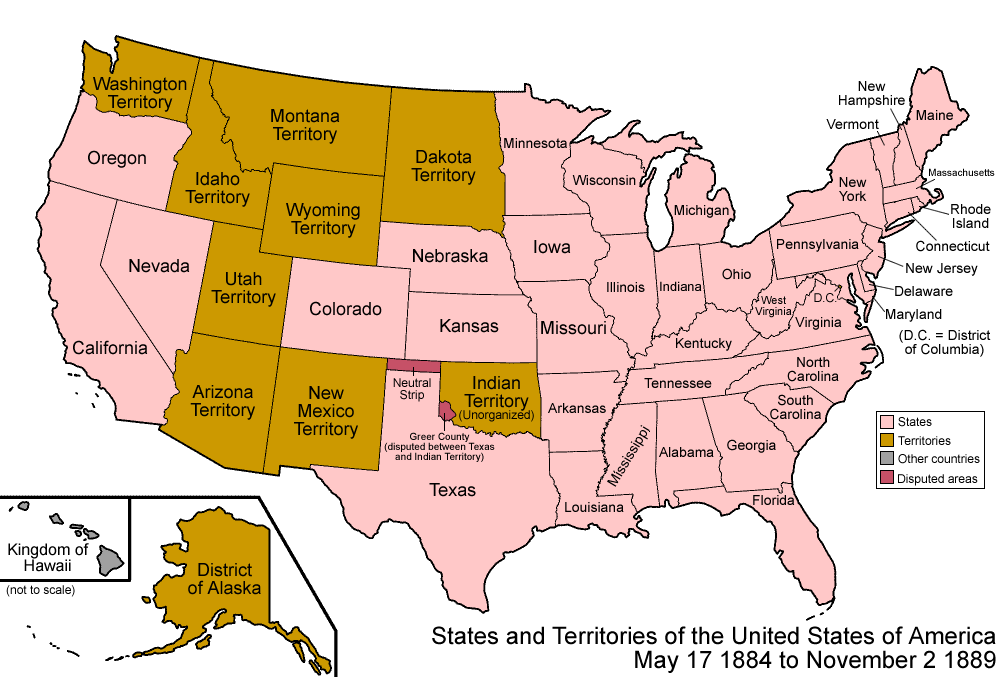
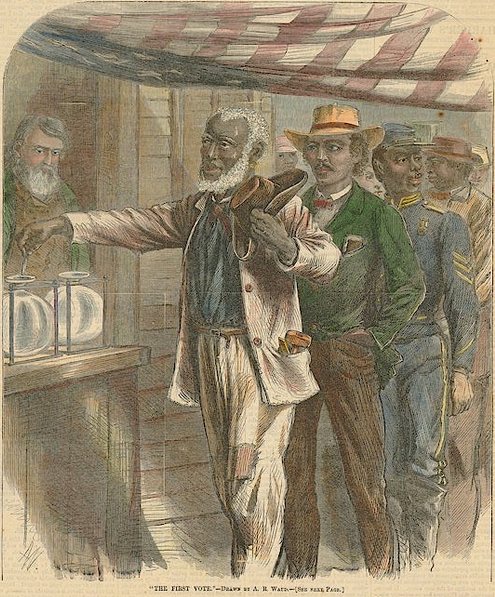
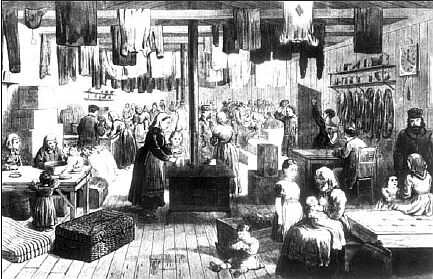
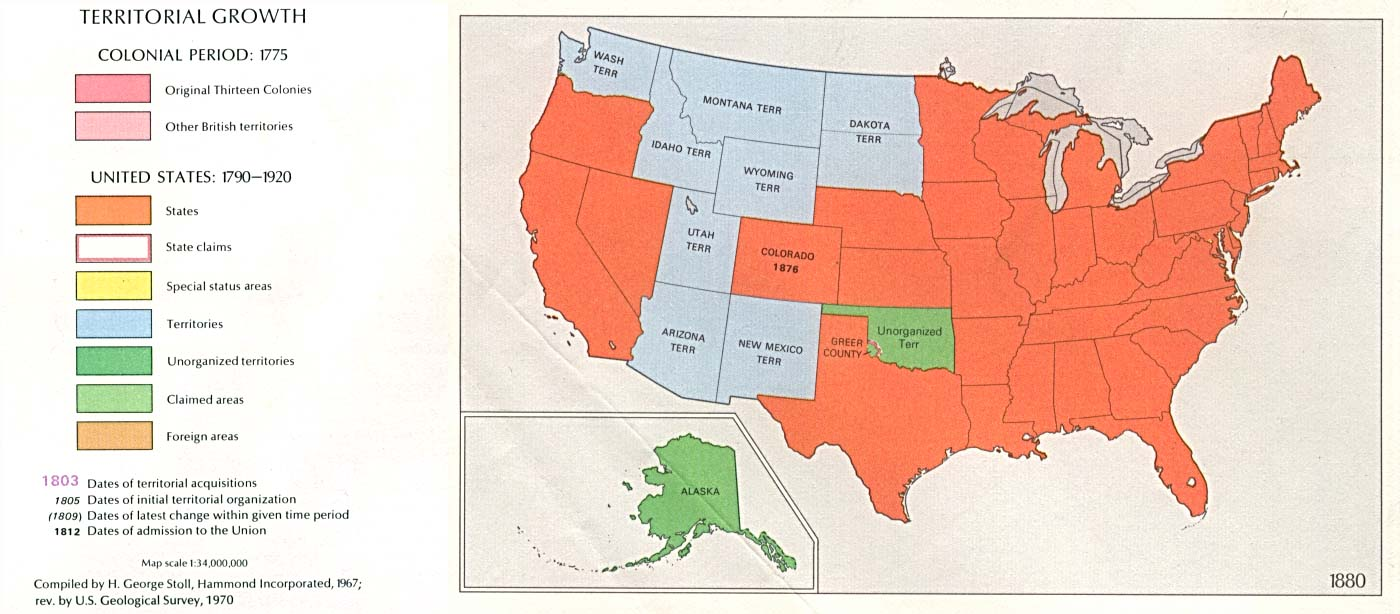
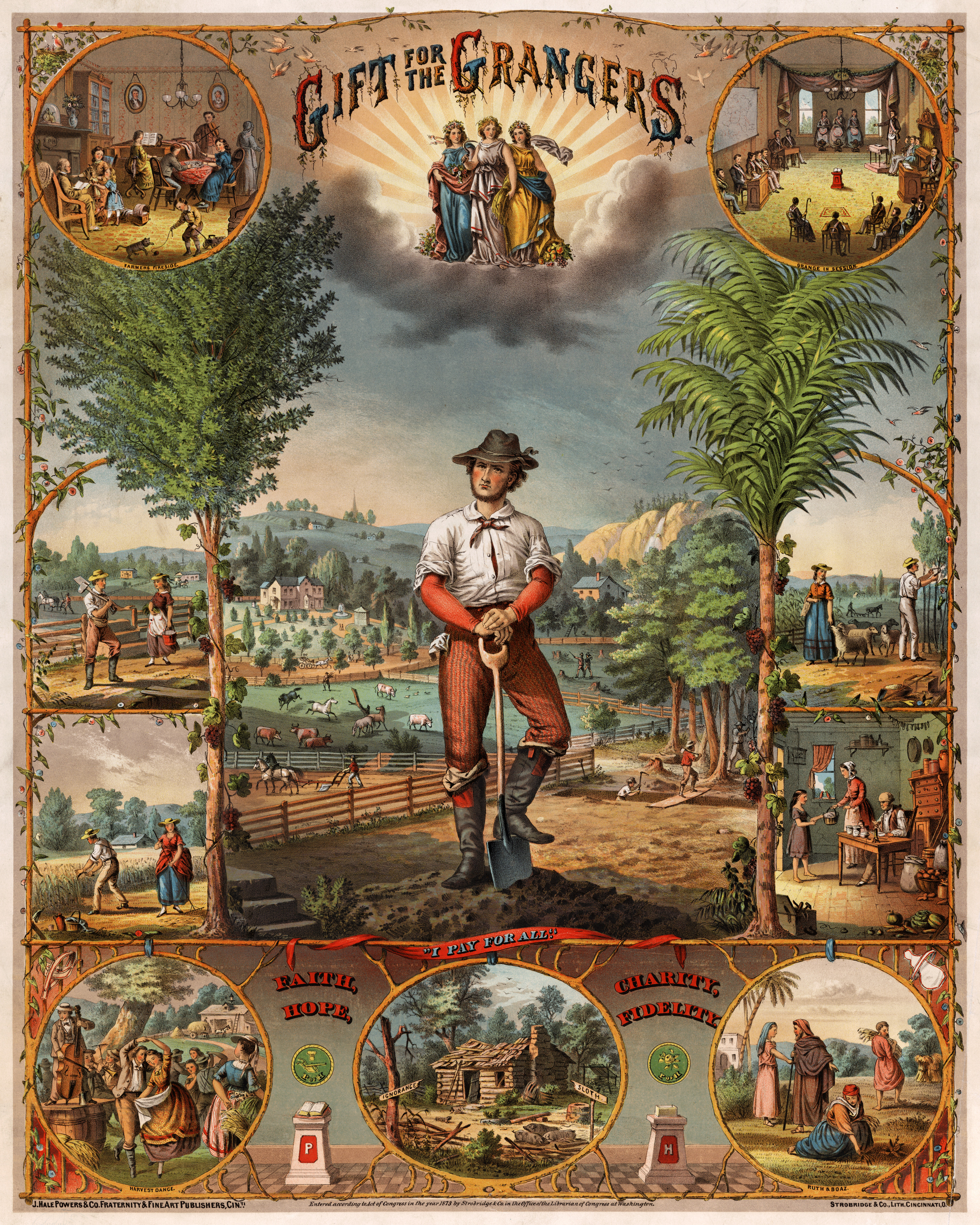
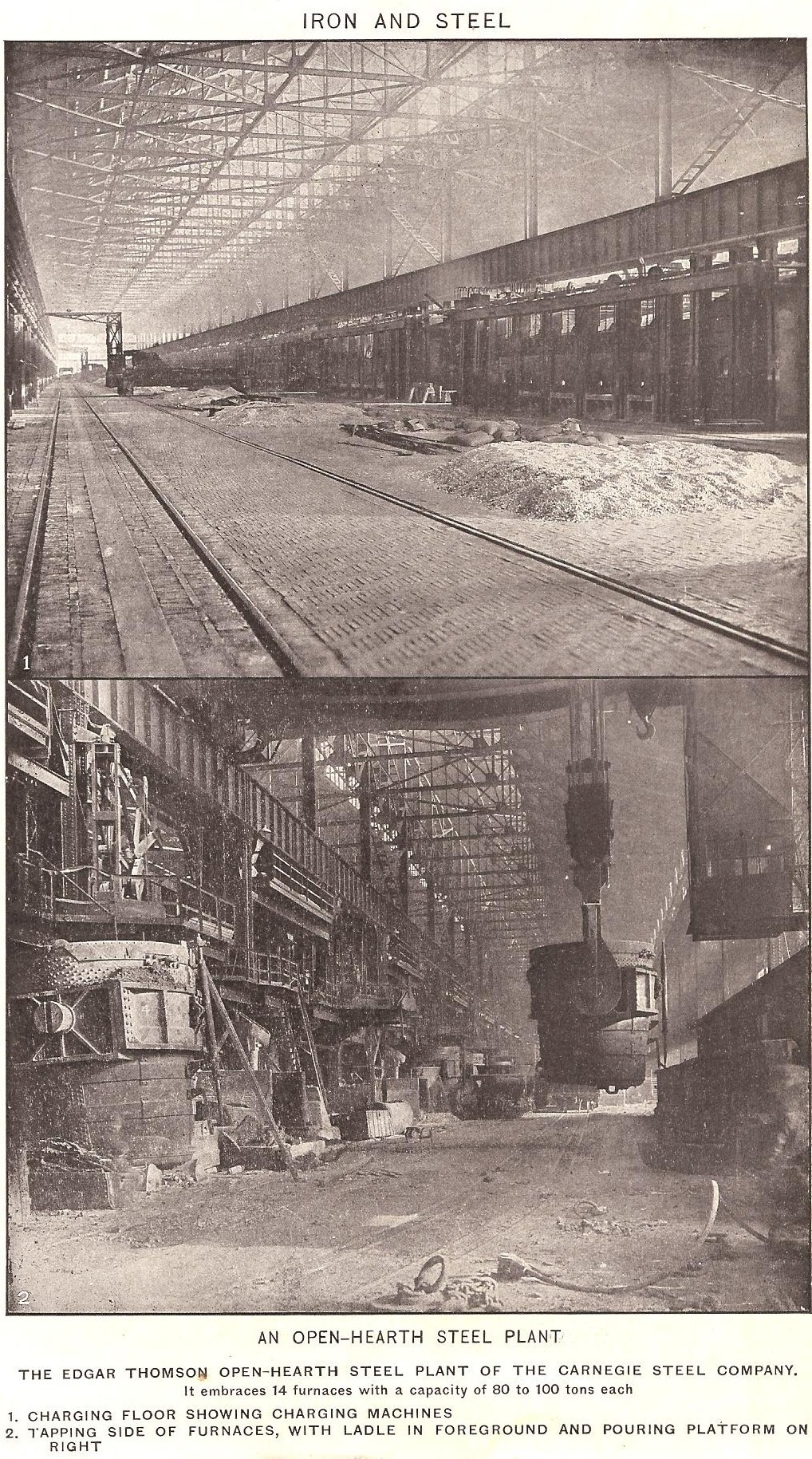
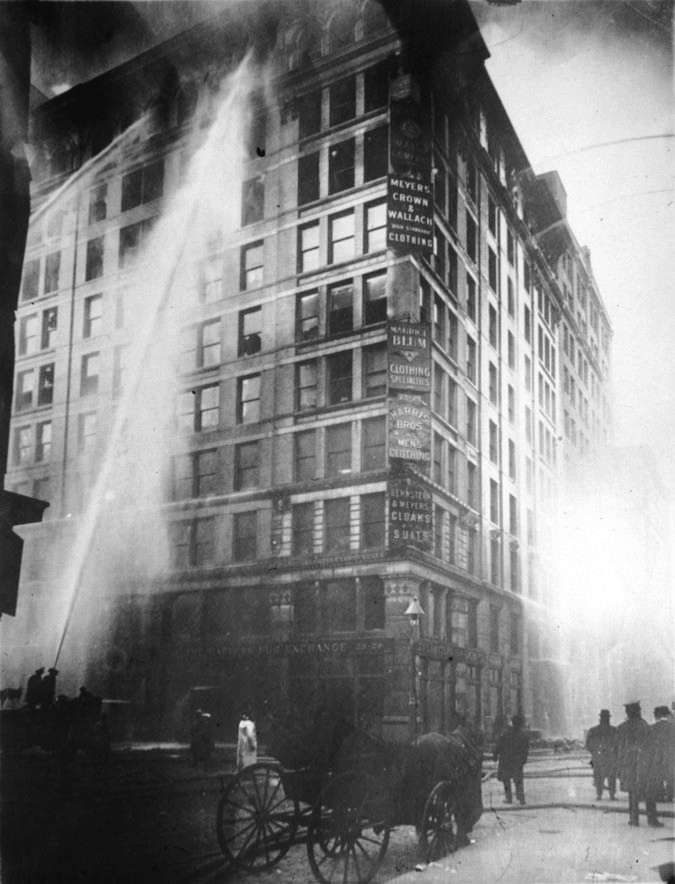
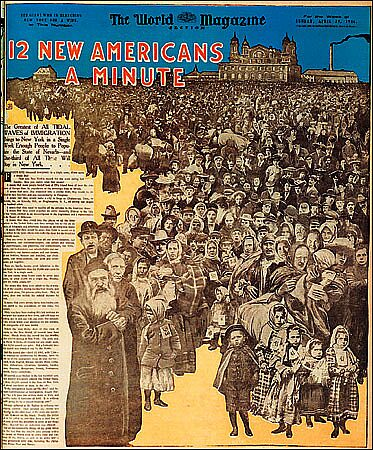
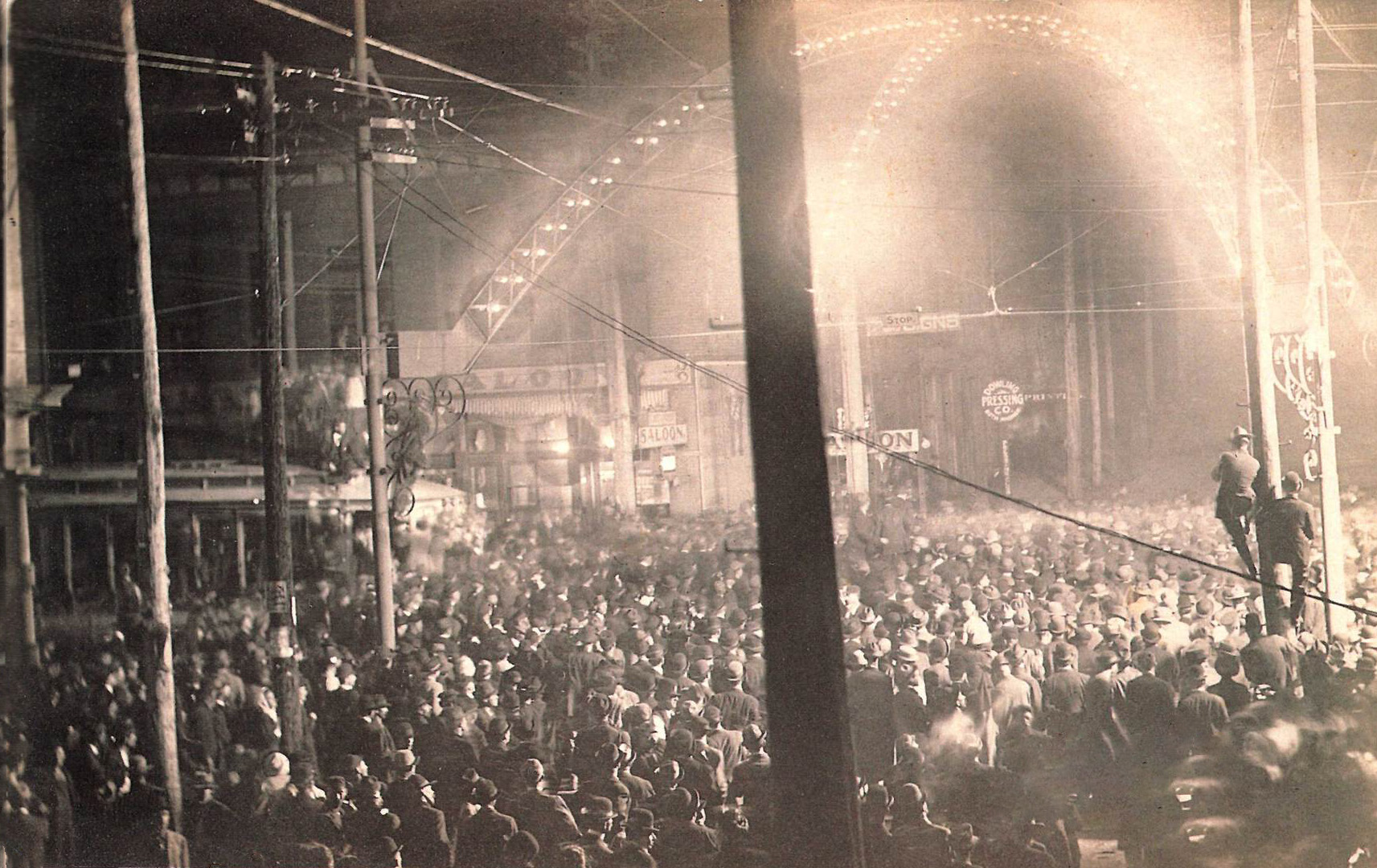
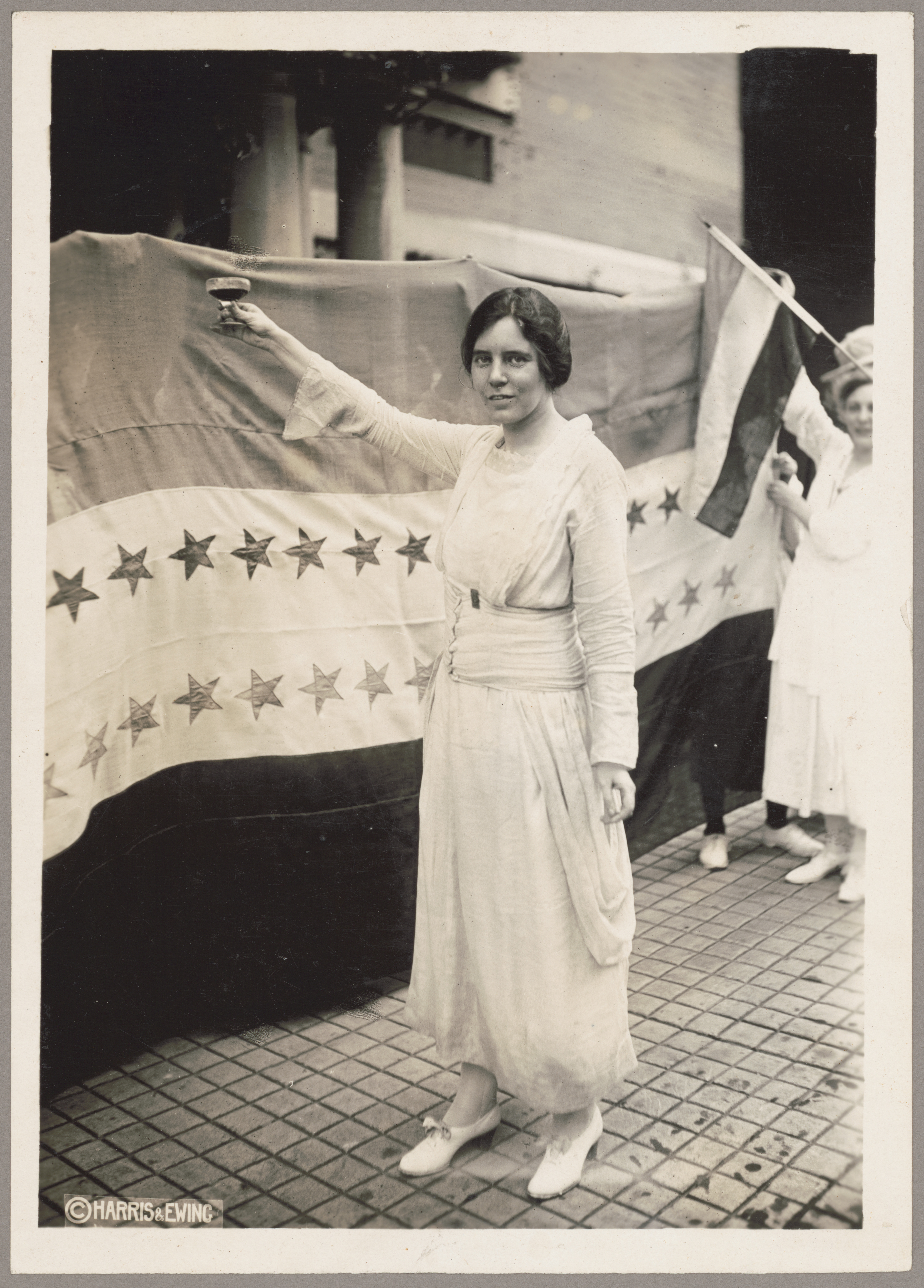
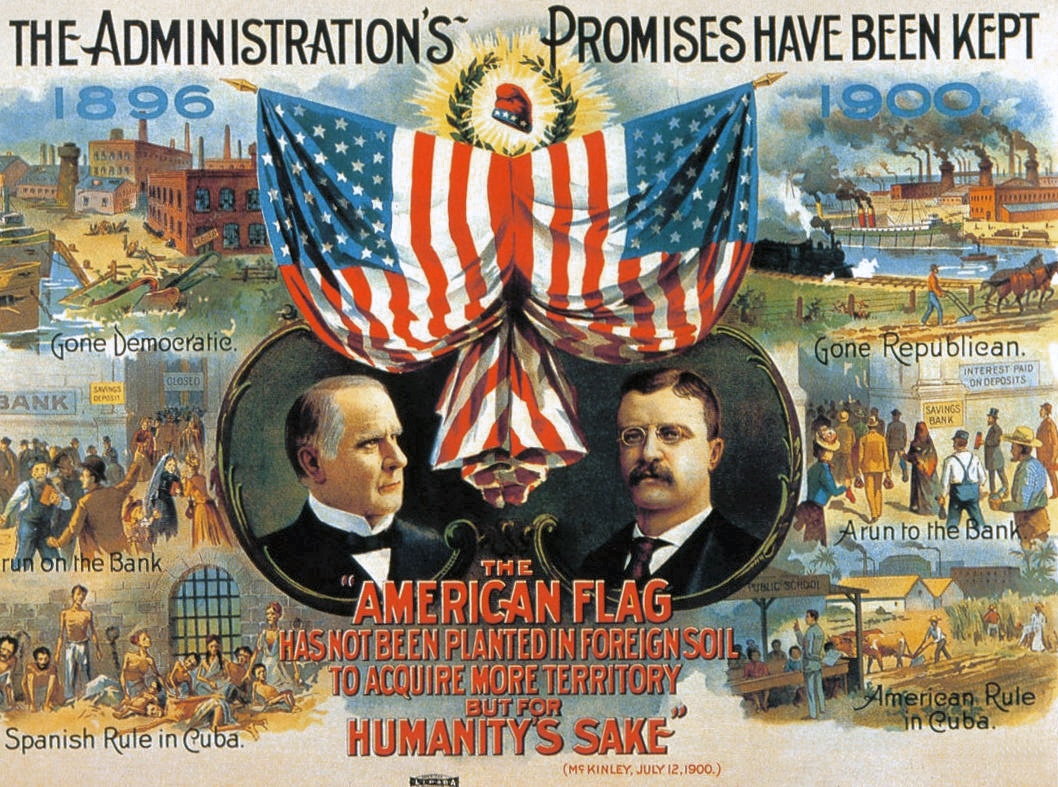
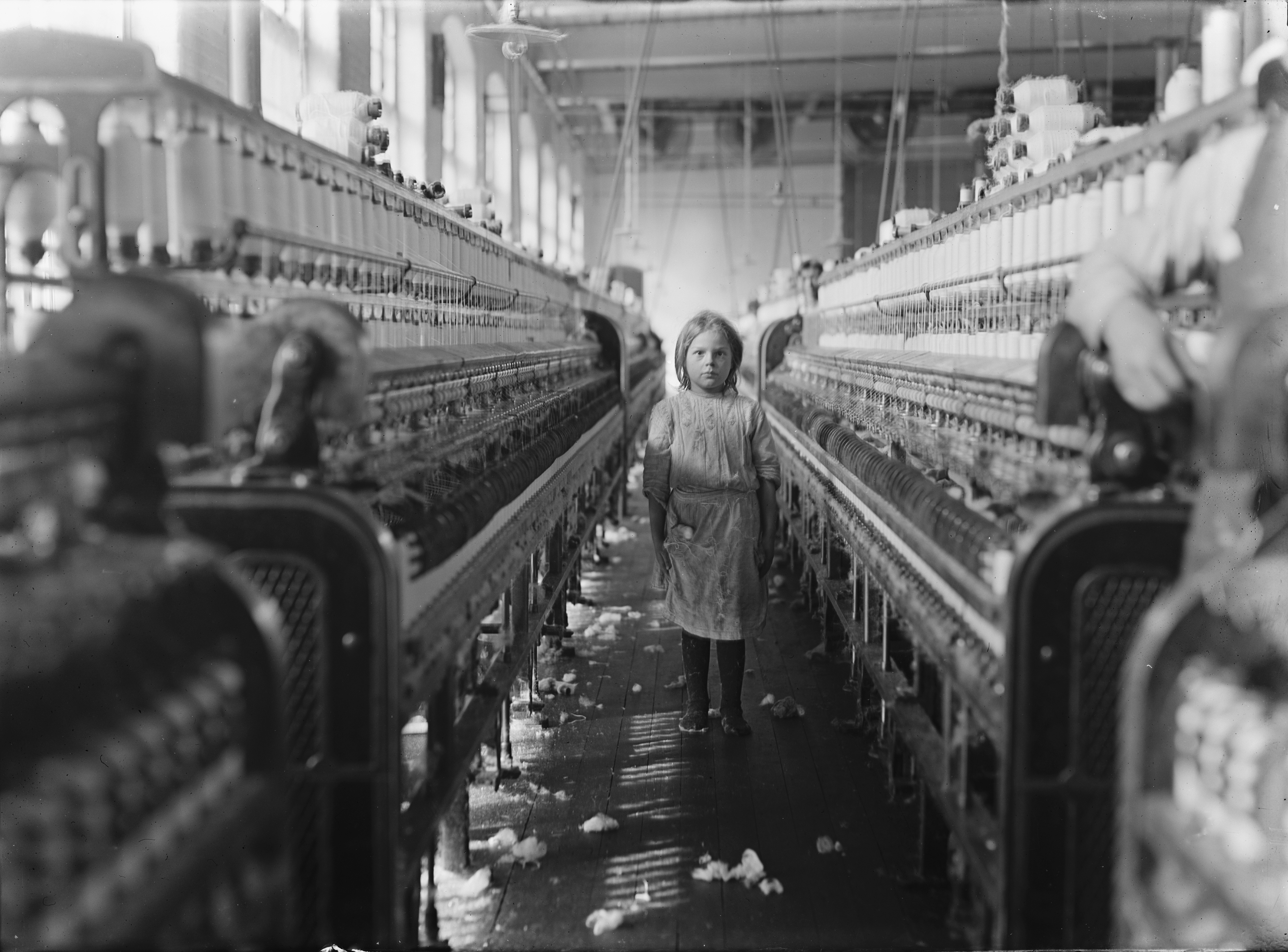
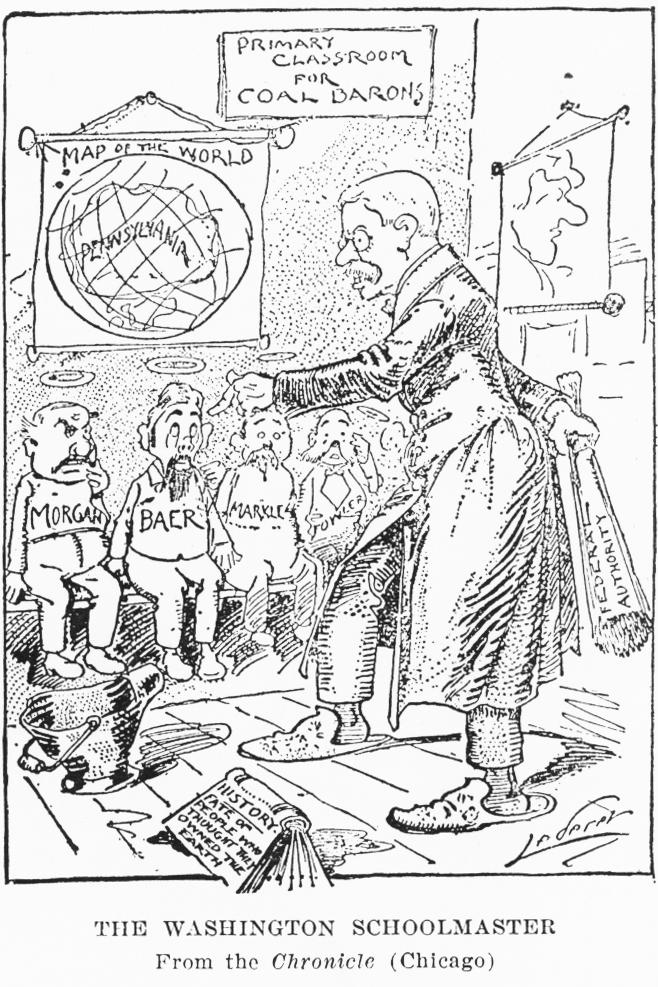
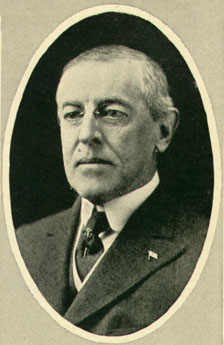
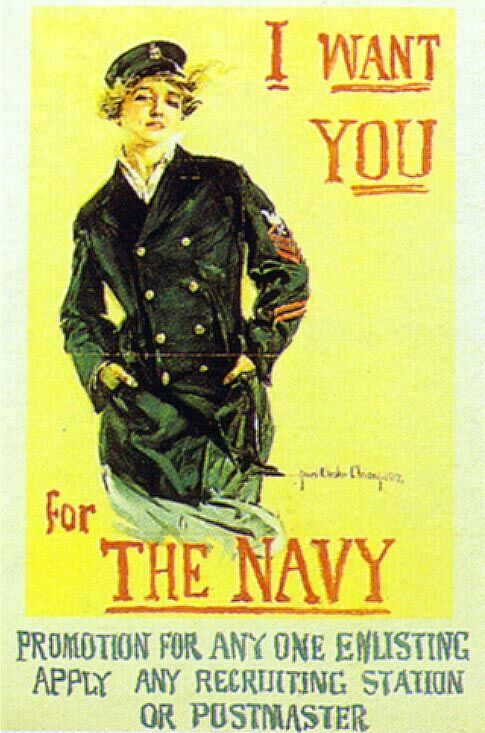